# Montée de Chalemont
Ne doit pas être confondu avec Chalmont.
La montée de Chalemont, quelquefois dénommée montée Chalemont, est une voie publique de la commune française de Grenoble, entièrement piétonne, constituée partiellement d'escaliers et située dans le quartier Saint-Laurent, un des secteurs les plus anciens et historiques de la ville de Grenoble.
Ancienne voie romaine, la montée de Chalemont débute au niveau de la « fontaine au lion » sculptée par Victor Sappey, à proximité immédiate des quais de l'Isère. Elle permet d'accéder au site du musée dauphinois qui occupe l'ancien couvent Sainte-Marie d'en-haut. Associée à la voie de Cularo, puis à la montée de Lomme, elle permet de rejoindre le site du fort de la Bastille

## Situation et accès

### Situation
La montée de Chalemont est située dans le quartier Saint-Laurent à Grenoble, secteur urbain assez resserré entre l'Isère et les premières pentes du mont Rachais, marqué par le replat du mont Jalla, lequel constitue l'extrémité sud du massif de la Chartreuse. 
Cette voie entièrement piétonne débute place de la Cimaise (ou Cymaise), au débouché de la rue Saint-Laurent, à l'angle du quai Perrière et se termine rue Maurice-Gignoux (ancienne « montée du Rabot »), à l'angle du musée Dauphinois. Elle fait face au pont piétonnier Saint Laurent qui permet de rejoindre la rive gauche de l'Isère. Dans l'Y grenoblois, cette voie est située entre les deux branches supérieures du Y.

### Accès

#### À pied
Cette voie est ouverte aux visiteurs désirant se rendre à pied dans l'ancien couvent Sainte Marie d’en Haut, devenu le musée dauphinois, depuis le centre-ville de Grenoble. Ceux-ci doivent contourner la fontaine du Lion, sur la rive gauche de l'Isère, à proximité des quais de l’Isère.
Le tracé sentier de grande randonnée 9 (GR9) et du GR965 empruntent la partie inférieure la montée de Chalamont, après avoir emprunté la voie de Cularo et la montée de Lomme.

#### Voie routière
Le quai Perrière et le quai Mounier qui longent l'Isère, à proximité immédiate de la montée de Chalemont, sont une partie de la RD 590 qui relie La Porte de France (intersection avec la RD1075) avec la commune de Meylan (intersection avec la RD1090).

#### En transport en commun
La montée de Chalemont est essentiellement desservie par les lignes ligne A, B et D  du réseau de tramway de l'agglomération grenobloise. La station la plus proche est située en centre ville, de l'autre côté de l'Isère et se dénomme Dubedout - Maison du Tourisme.

## Origine du nom
Selon Henry Rousset et Édouard Brichet, auteurs d'un ouvrage sur les rues de Grenoble, publié en 1893, cette voie doit son nom à sa position géographique car il dériverait du mot « chal » qui signifie route (ou chemin) qui lui même dériverait de « scala » (échelle), associé au terme « montis » (mont), soit chemin de montagne, ce qui correspond bien à la géographie du lieu.

## Historique

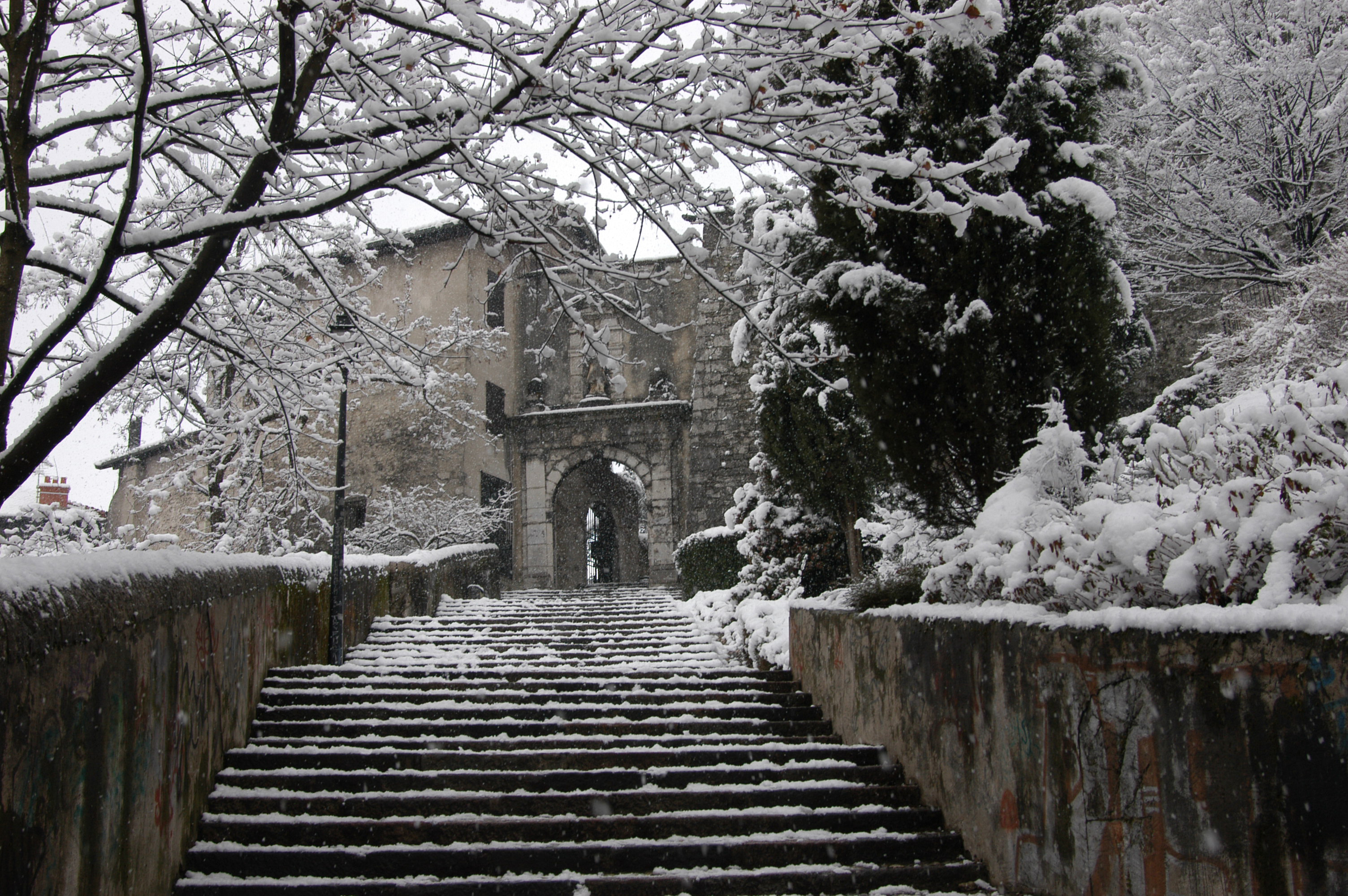
Montée de Chalemont en hiver

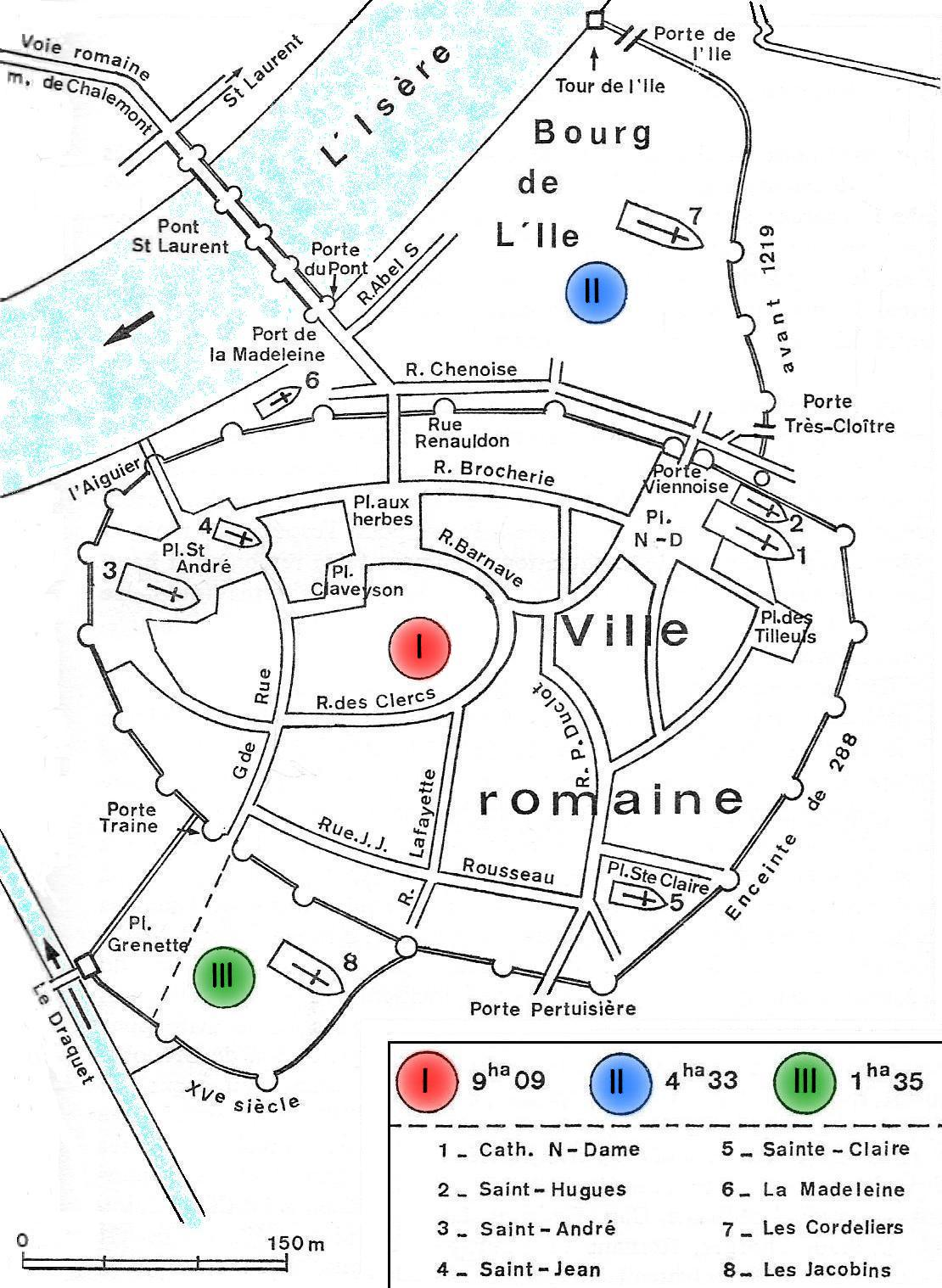
Sur ce plan de Grenoble à l'époque médiévale, la montée de Chalemont (ancienne voie romaine) représente la principale entrée de la ville.

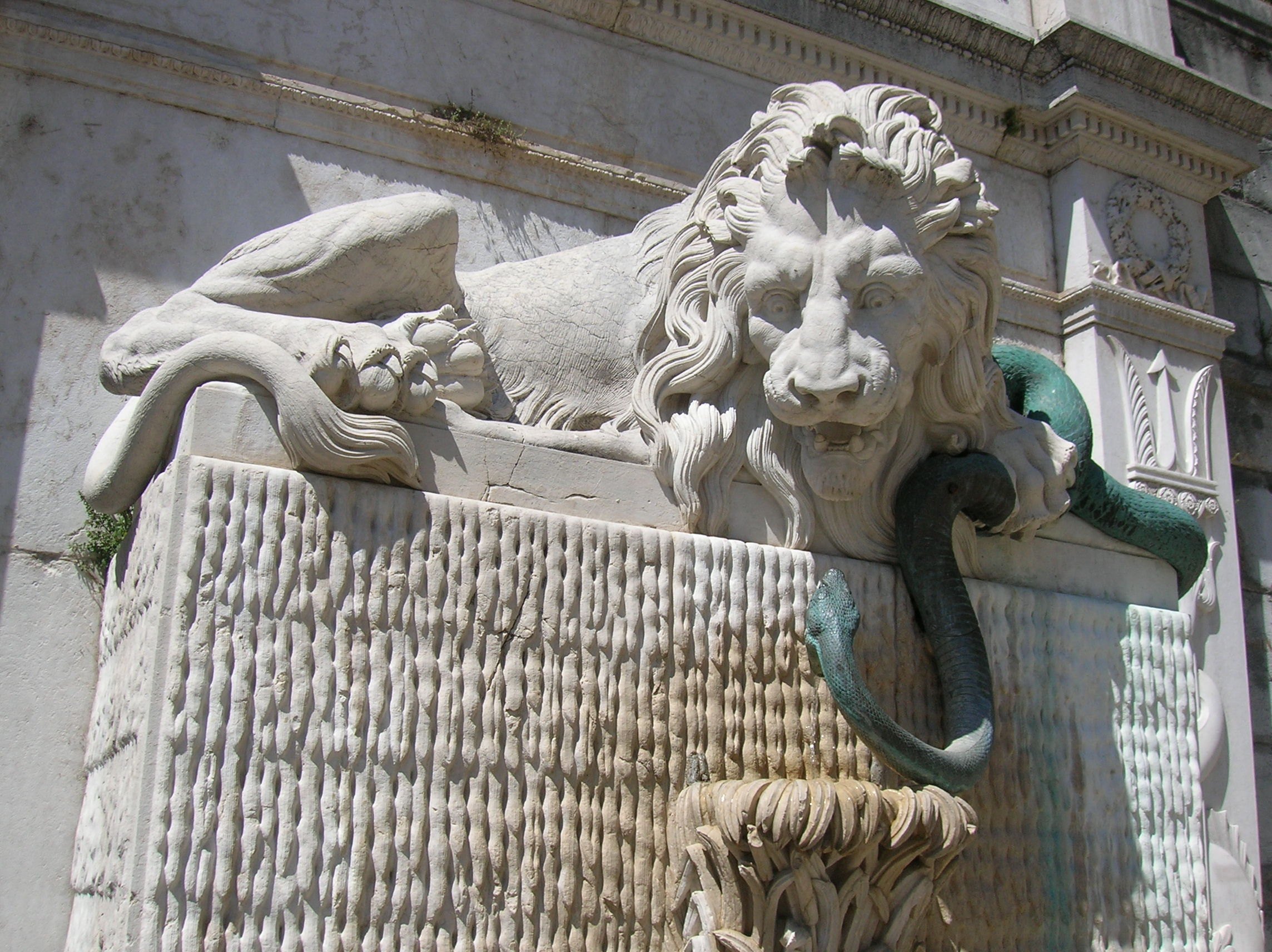
Monument de la Fontaine au Lion

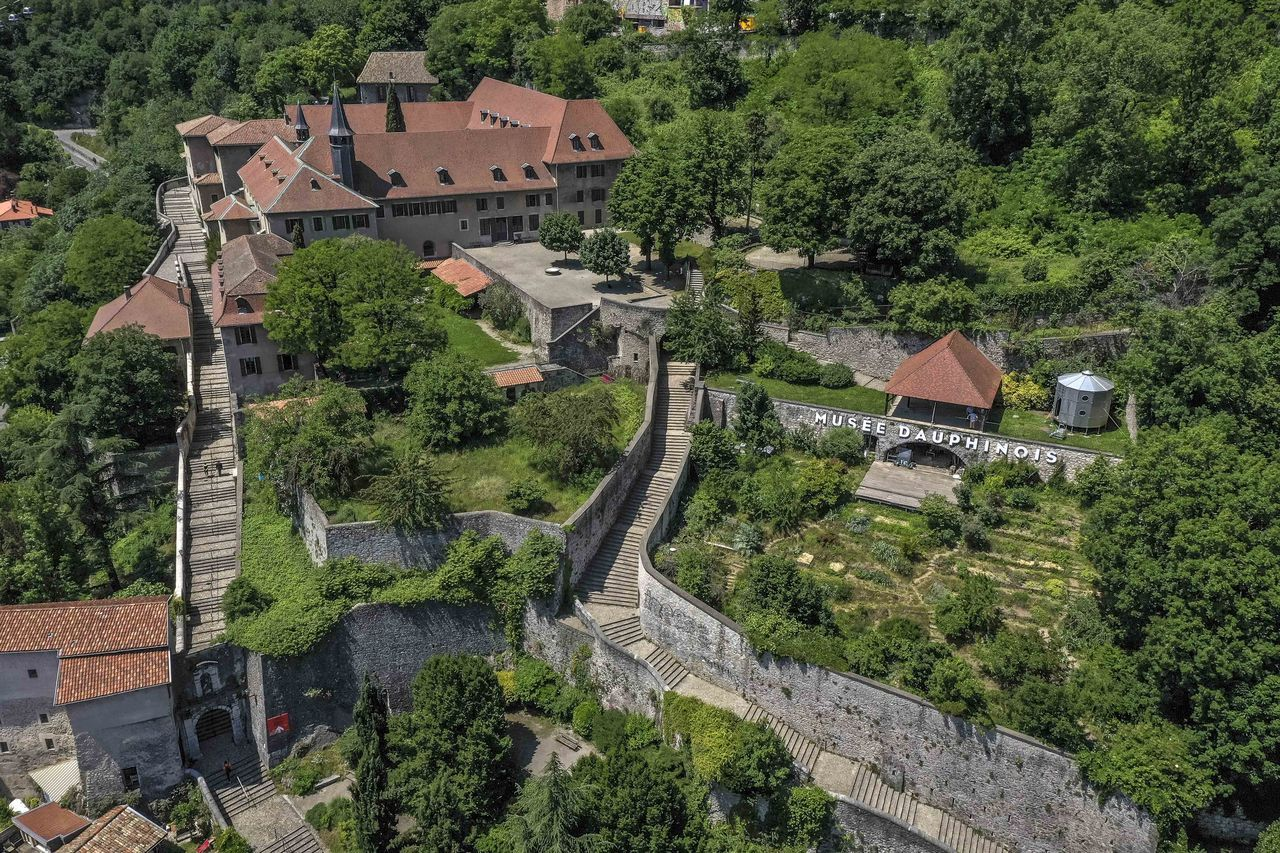
Musée dauphinois, montée et porte de Chalamont (à gauche)

La montée de Chalemont, voie très ancienne, commune à son début avec la voie de Cularo qui rejoint la montée de Lomme, a probablement été créée à l'époque gallo-romaine . Le village de Cularo, dont Chalemont (dont le nom n'est pas d'origine gauloise) pouvait être une excroissance était alors essentiellement constitué au bord de l'Isère) et fut, jusqu'à l'époque du duc de Lesdiguières, la seule voie pour parvenir à Grenoble depuis Voiron et Lyon. Celui-ci nommé « commandant généralement pour le roi du Dauphiné » fit installer de nouvelles fortifications sur la rive gauche,  remplaçant la vieille enceinte romaine et fit sauter le rocher de la Bastille qui longeait l'Isère afin de construire la porte de France et ouvrir la route de Lyon qui longe encore l'esplanade à l'époque contemporaine.
En 1621, Le couvent de la Visitation Sainte-Marie-d'en-haut ouvre ses portes, au sommet de la montée de Chalemont, devenu une simple route de montagne entourée de vignes, afin d'y accueillir des moniales cloîtrées, issues des plus grandes familles de Grenoble.
En 1846, la municipalité fit fermer la partie basse de la montée afin d'adoucir la pente trop raide et fit édifier en 1843 une fontaine sur la place de la Cymaise. Celle-ci, réalisée par le sculpteur Sappey et le fondeur Crozatier a ensuite été agrémentée au début des années 1950 d'un portique en calcaire ornée du blason de Grenoble.
S'il existe une porte dans la montée et sous laquelle passent les piétons, celle-ci n'a aucun lien avec la porte de Chalemont qui était située en contrebas au niveau de l'angle avec la montée de Cularo. Cette porte fut démolie en 1954.

## Bâtiments remarquables et lieux de mémoire
La montée de Chalemont a toujours été bordée de maisons et de bâtiments quelquefois agrémentés de jardins jusqu'à la porte dite de Chalemont. Selon les archives municipales de Grenoble, le « maitre des hautes œuvres », également dénommé « exécuteur de la haute justice », autrement dit le bourreau, avait sa demeure dans la montée à la fin du XVIe siècle et au début du XVIIe siècle.

### Fontaine de la place de la Cimaise
Située sur le côté gauche de la première marche du premier escalier de la montée de Chalemont, la fontaine de la place de la Cimaise (ou Cymaise), également dénommée « Fontaine du Lion de Grenoble », est indubitablement liée à cette voie qui débute face aux quais de l'Isère qu'elle surplombe, échappant ainsi à une éventuelle montée des eaux évoquée par le monument qui domine la fontaine. 
Le sculpteur grenoblois Victor Sappey a puisé son inspiration dans la rencontre violente des deux rivières, l'Isère et son affluent le Drac, qui très souvent entrainaient de très nombreuses crues dévastatrices pour la cité. L'ensemble statuaire qui domine cette fontaine représente l'Isère symbolisé par un serpent en bronze, se confrontant au Drac représenté par un lion en pierre de Sassenage.

### Jardins en terrasse de la montée
Avant d'arriver au sommet de la montée (correspondant au site du musée dauphinois), plusieurs jardins établis en terrasse s’étendent de chaque côté la voie. Ces jardins étaient autrefois plantés de vignes. En 2021, ils permettent toujours aux passants de découvrir la vue panoramique à environ trente mètres au-dessus de la vieille ville et des berges de l'Isère.

### Monastère Sainte-Marie-d'en-Haut (Musée dauphinois)
Malgré l'installation du musée dauphinois en 1968, le monastère Sainte-Marie d'en-haut a conservé l'essentiel de ses bâtiments et notamment le cloître, le chœur des religieuses. Classé au titre des monuments historiques (la chapelle par décret du 19 juin 1916 et les façades et toitures de l'ensemble des autres bâtiments par arrêté du 3 novembre 1965) l'ensemble est situé au 13, montée de Chalemont, non loin de l'angle formé avec la rue Maurice Gignoux. Un portique, situé près du couvent rappelle par une inscription sur marbre noir, que Saint-François de Sales est le fondateur de ce monastère dont la première pierre en fut posée le 21 octobre 1619 par la princesse Christine de France, fille d'Henri IV.
Le siège de la « Société alpine de documentation et de recherche en archéologie historique » de Grenoble est situé au 11, montée de Chalemont.

### Montée de Cularo et montée de Lomme
La montée de Cularo qui prolonge sur la droite la montée de Chalemont (depuis la place de la Cymaise) permet de rejoindre le site du jardin des cairns, terrain expérimental d'agro-écologie, construit en terrasse et géré par une association. Différentes techniques de culture maraîchère et fruitière y sont mises en place sous forme d'essais agronomiques,. 
La montée de Lomme, située au-delà de ce jardin, permet de rejoindre le fort de la Bastille en empruntant des chemins caillouteux qui présentent de nombreux lacets afin de réduire la pente.

## Galerie photos

Quelques photos de la montée de Chalemont
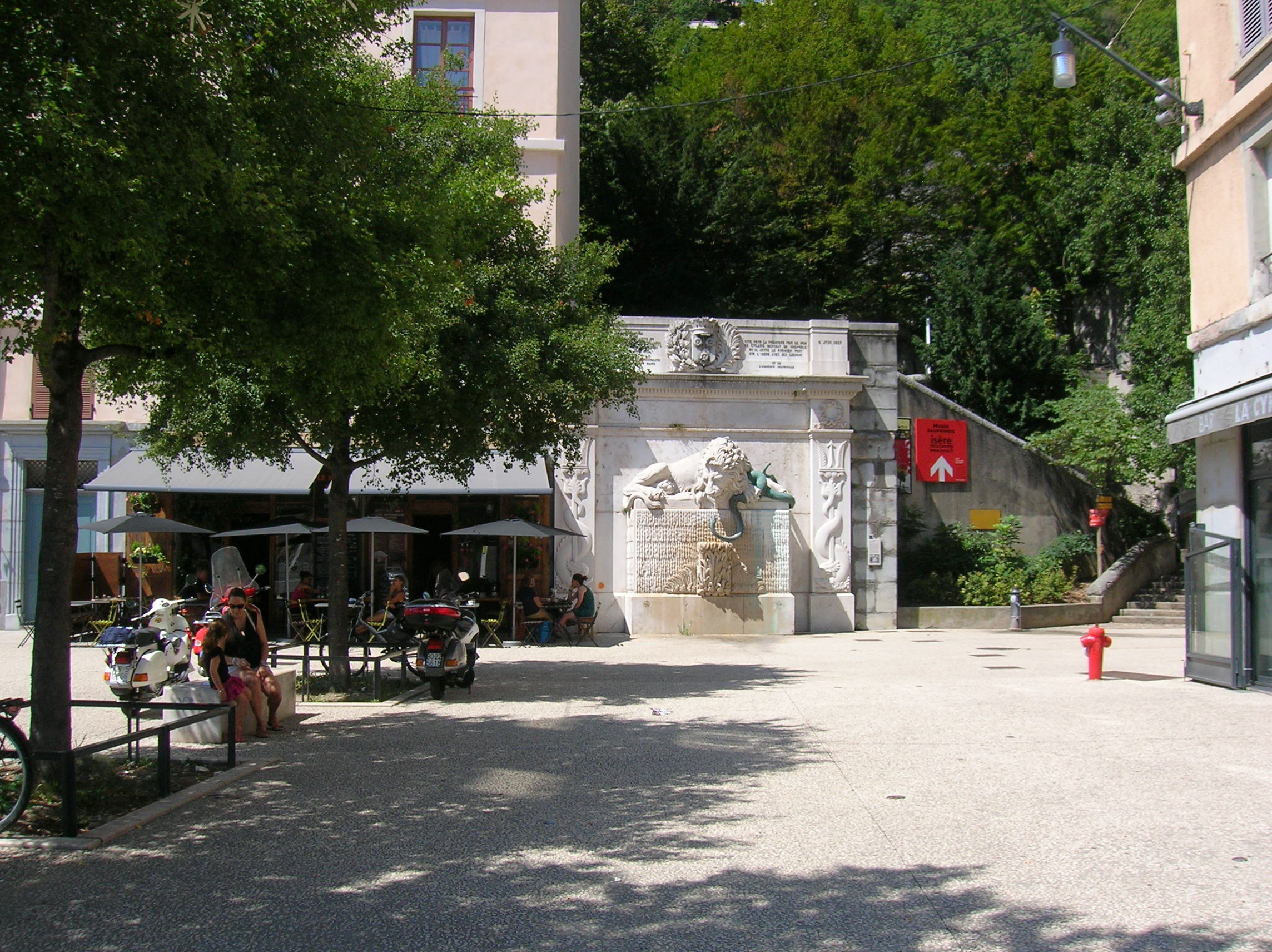
Place de la Cymaise, Fontaine au Lion et le début de la montée
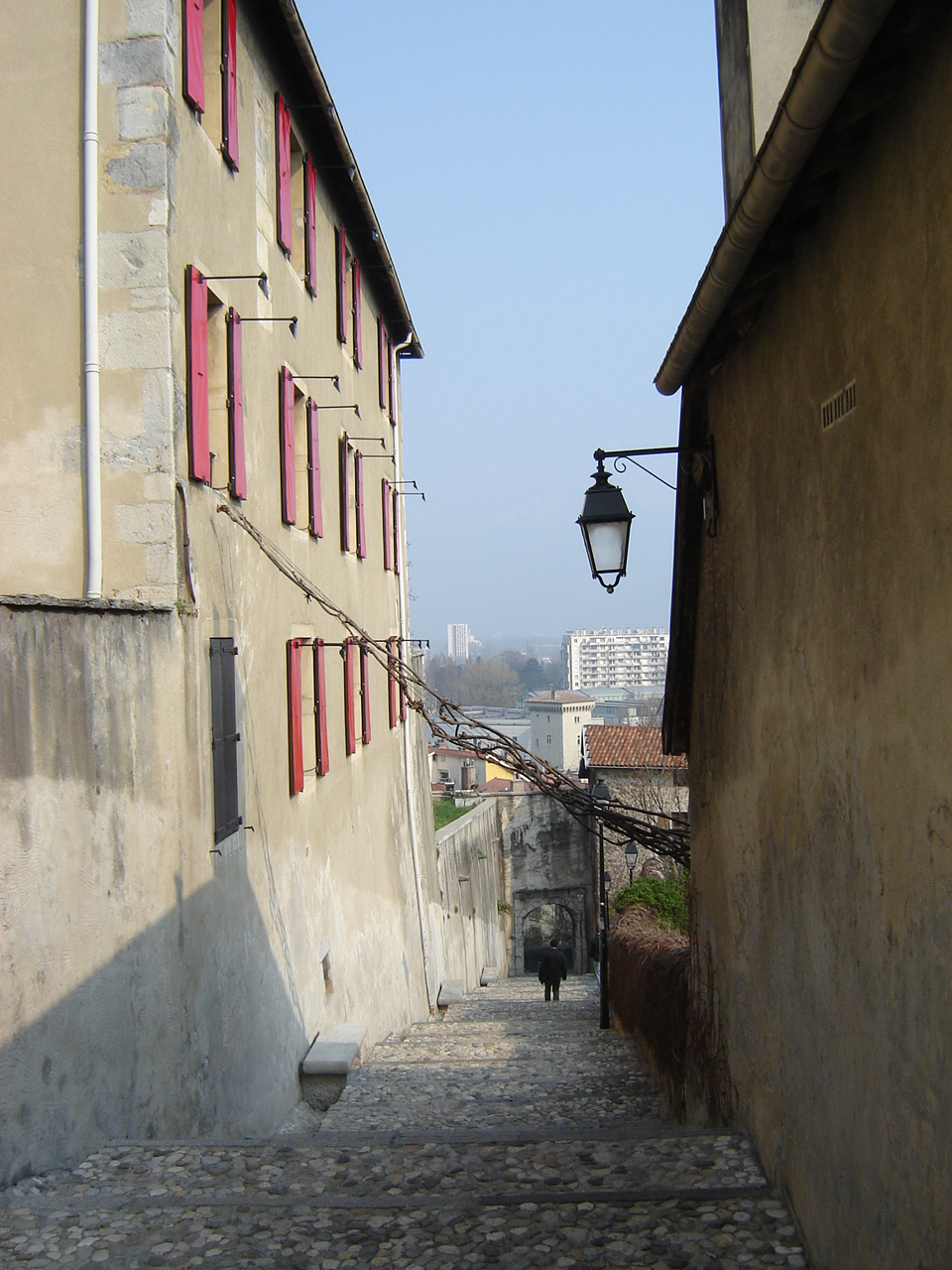
Partie basse de la montée
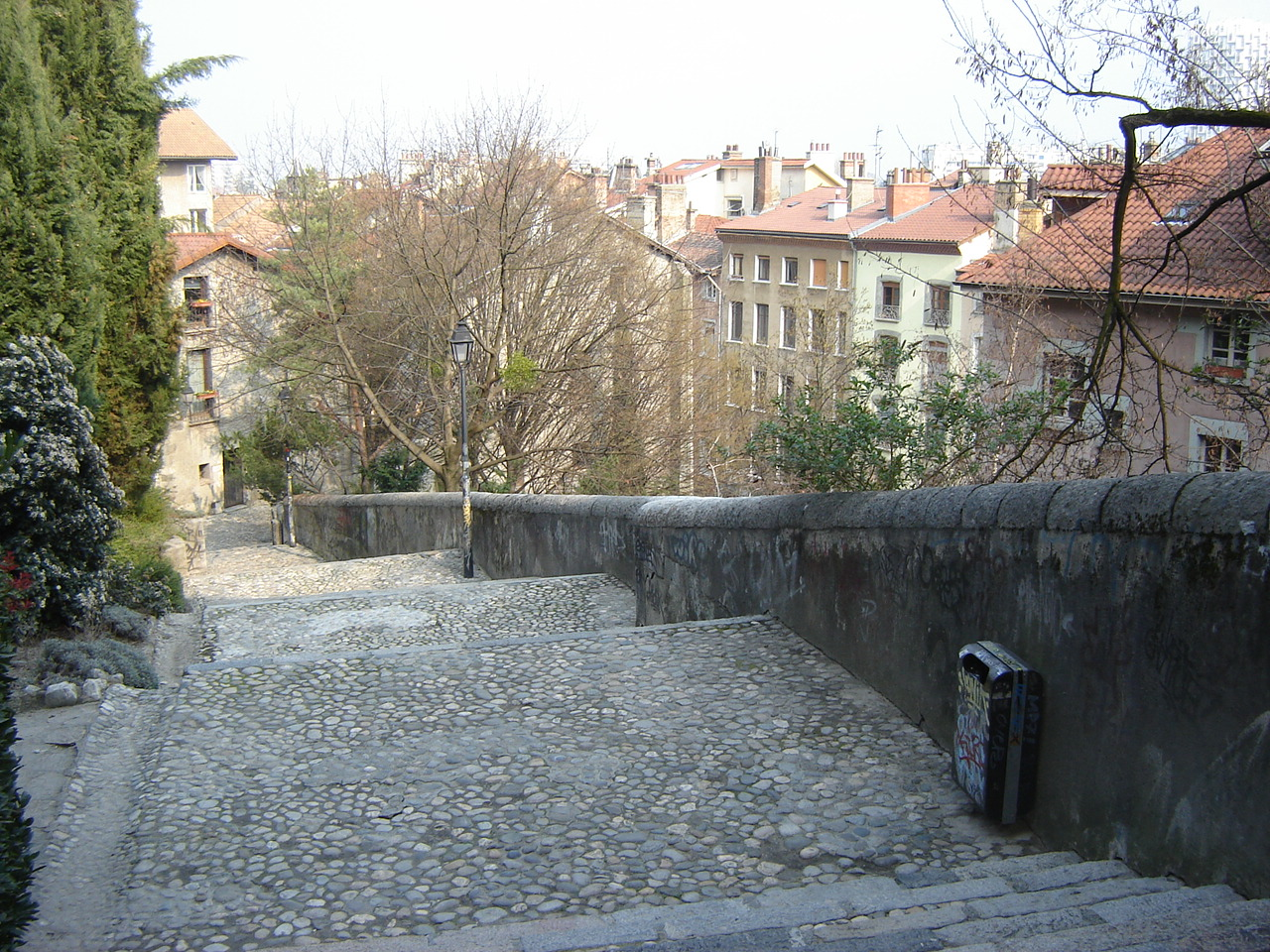
Première moitié de la montée
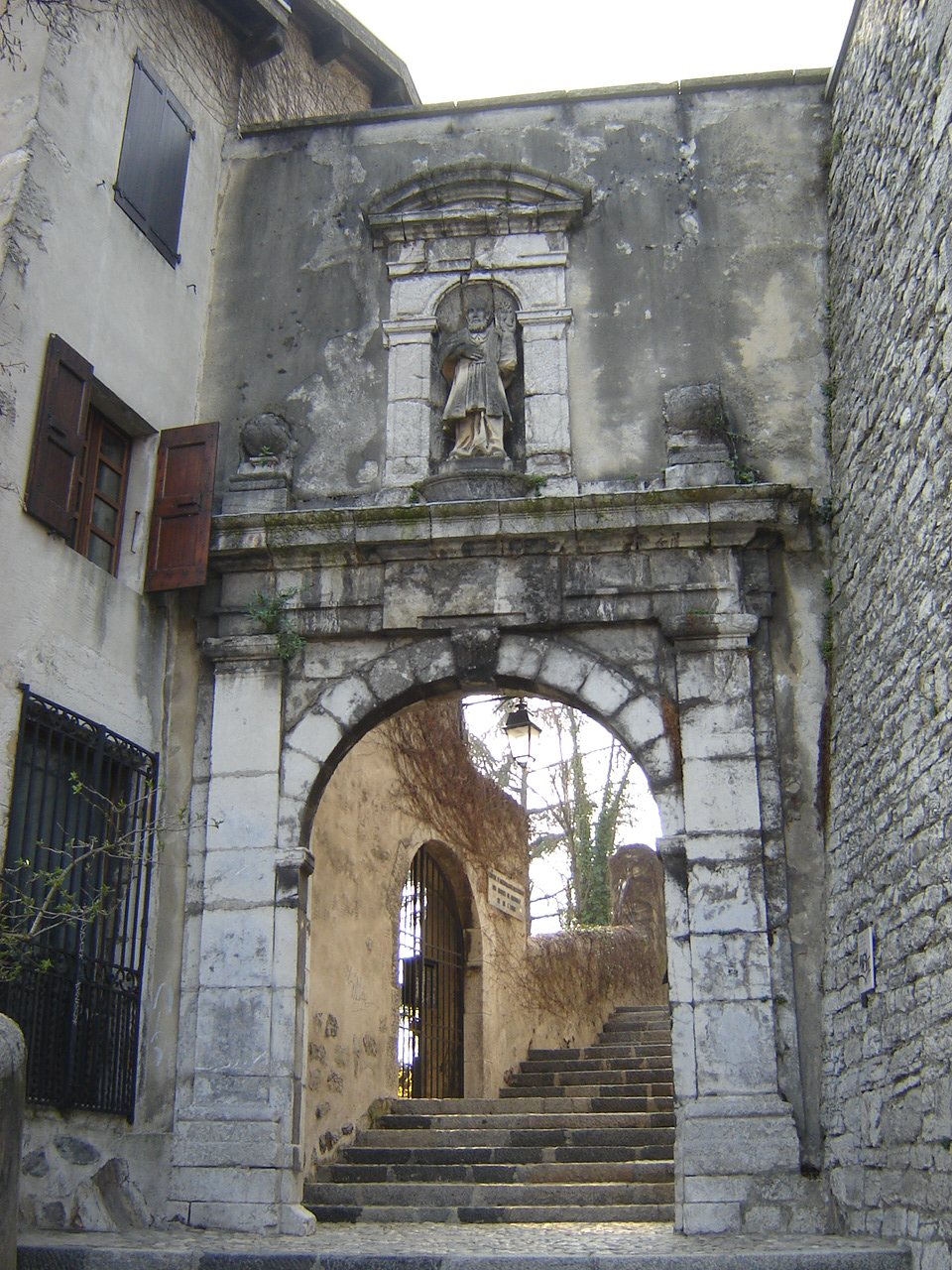
Porte sur la montée avec une statue de Saint François de Sales
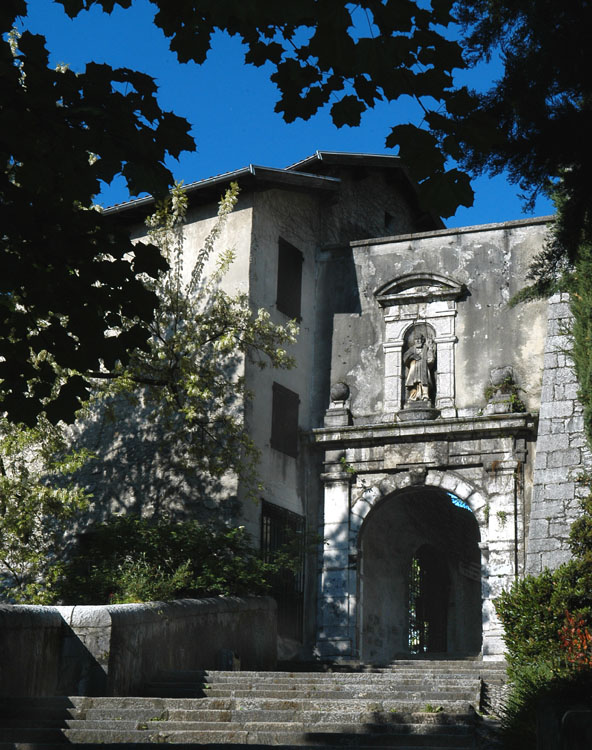
Autre vue de la porte
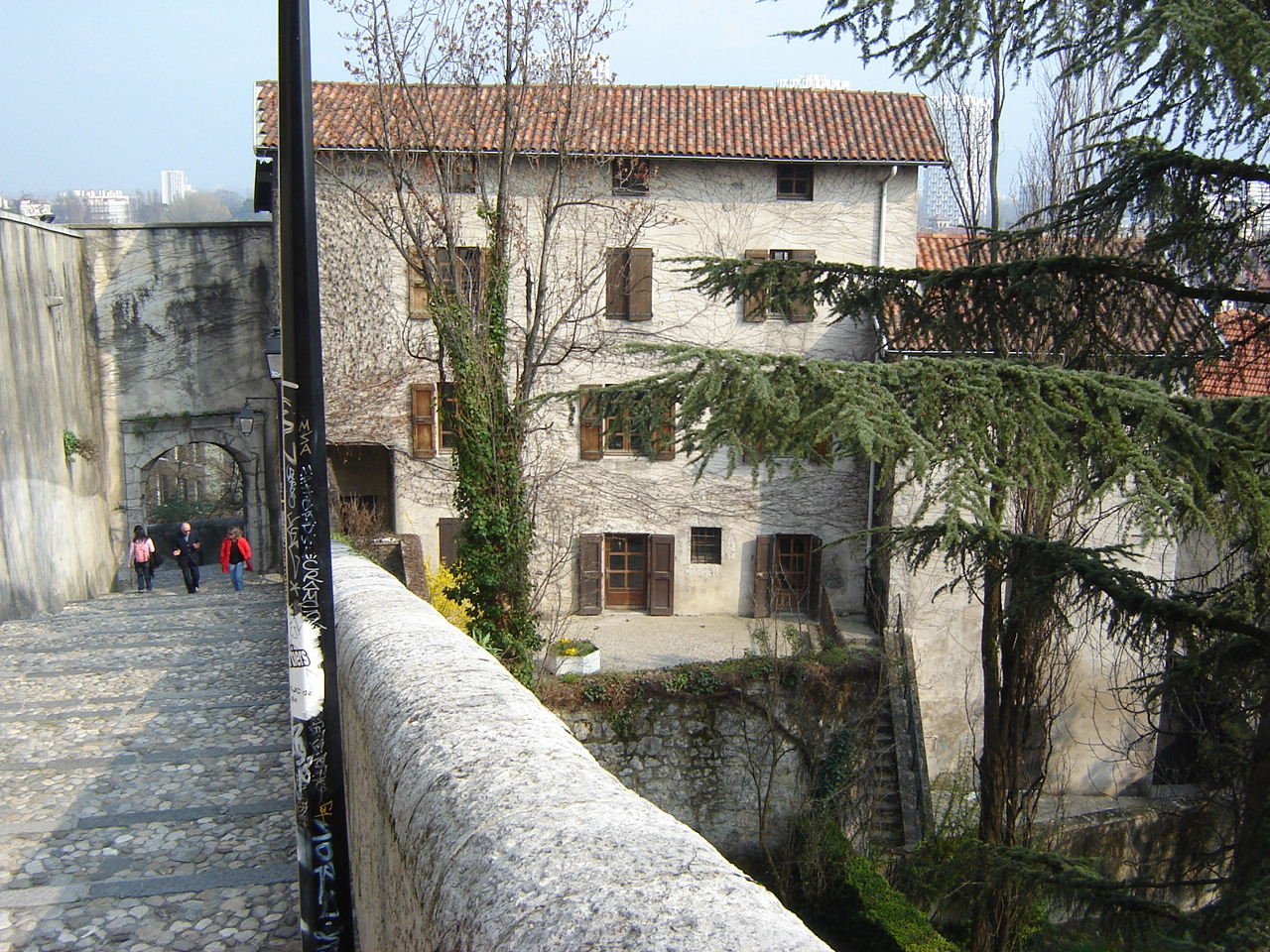
Arrière de la porte
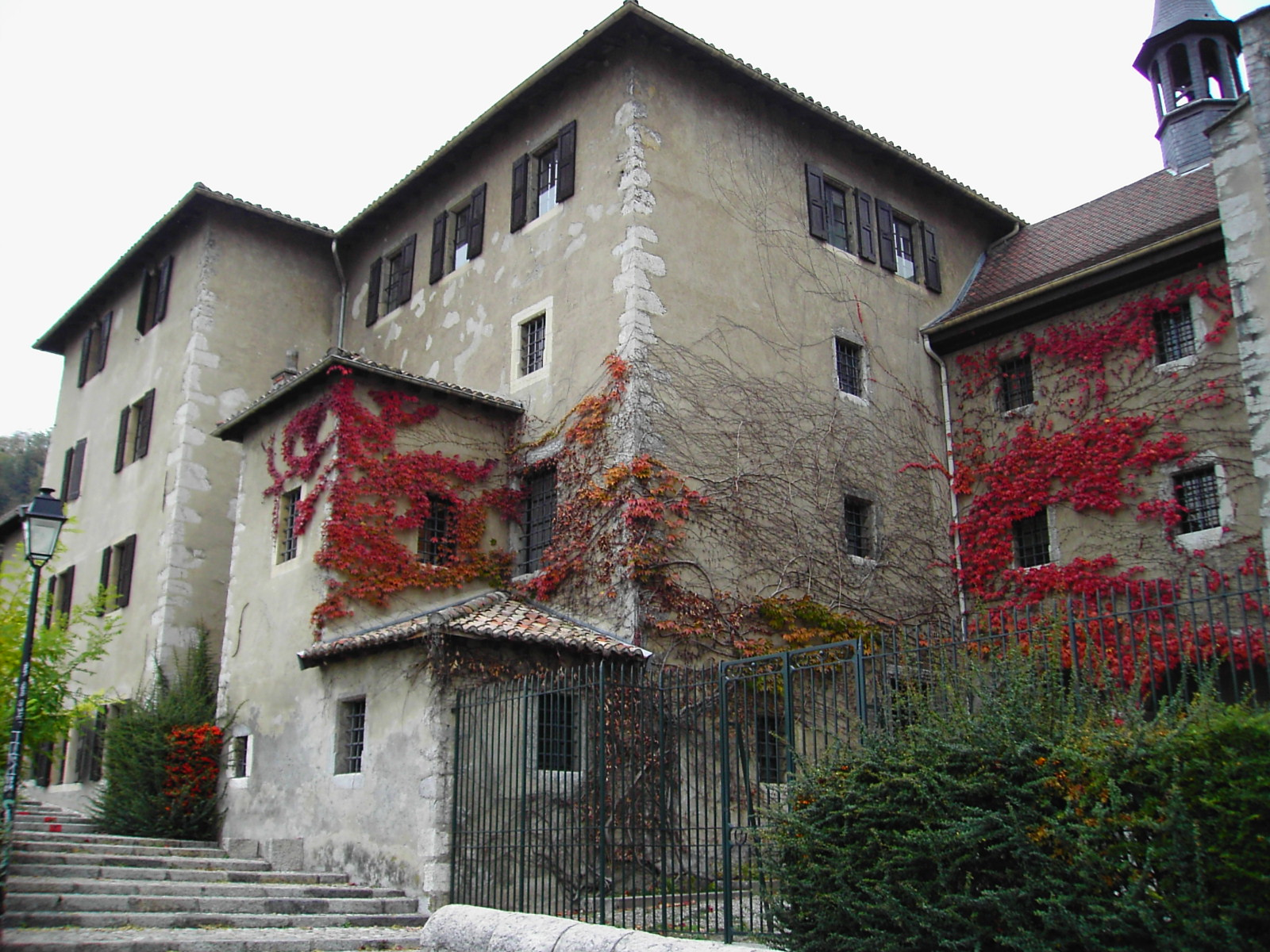
Fin de la montée à proximité du musée dauphinois

Quelques photos des montées de Cularo et de Lomme
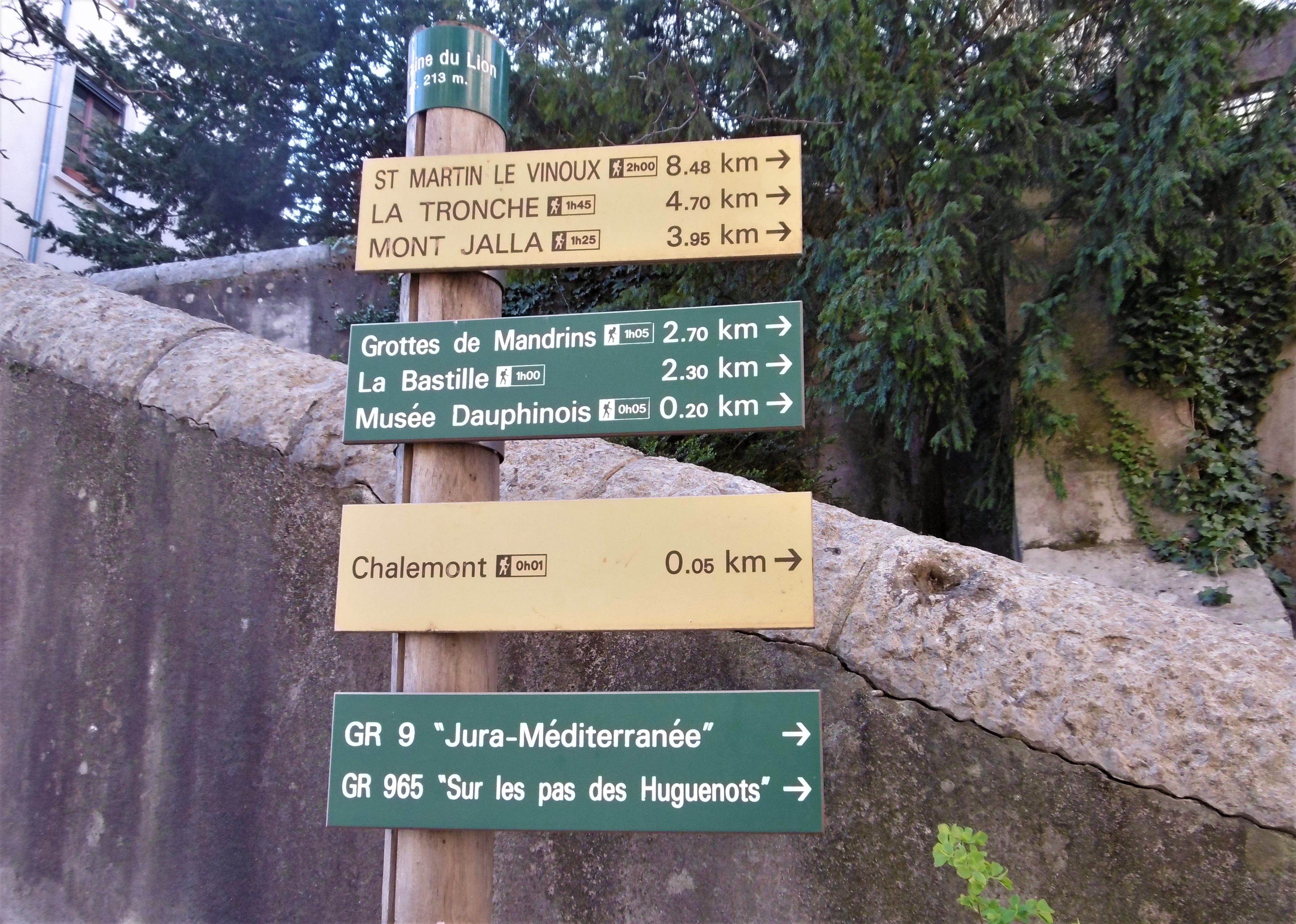
panneau des sentiers de GR
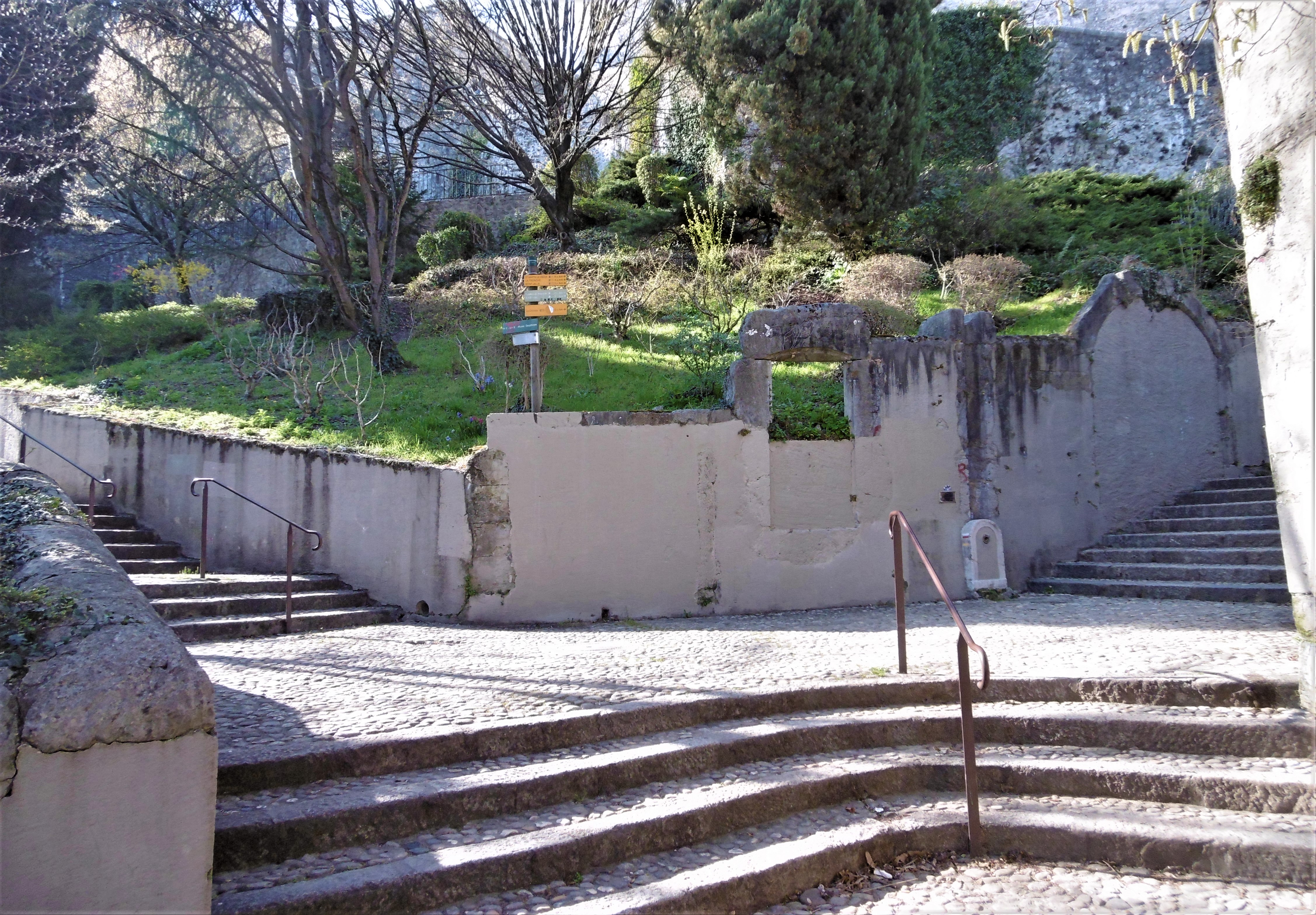
Montée de Chalemont et montée de Cularo
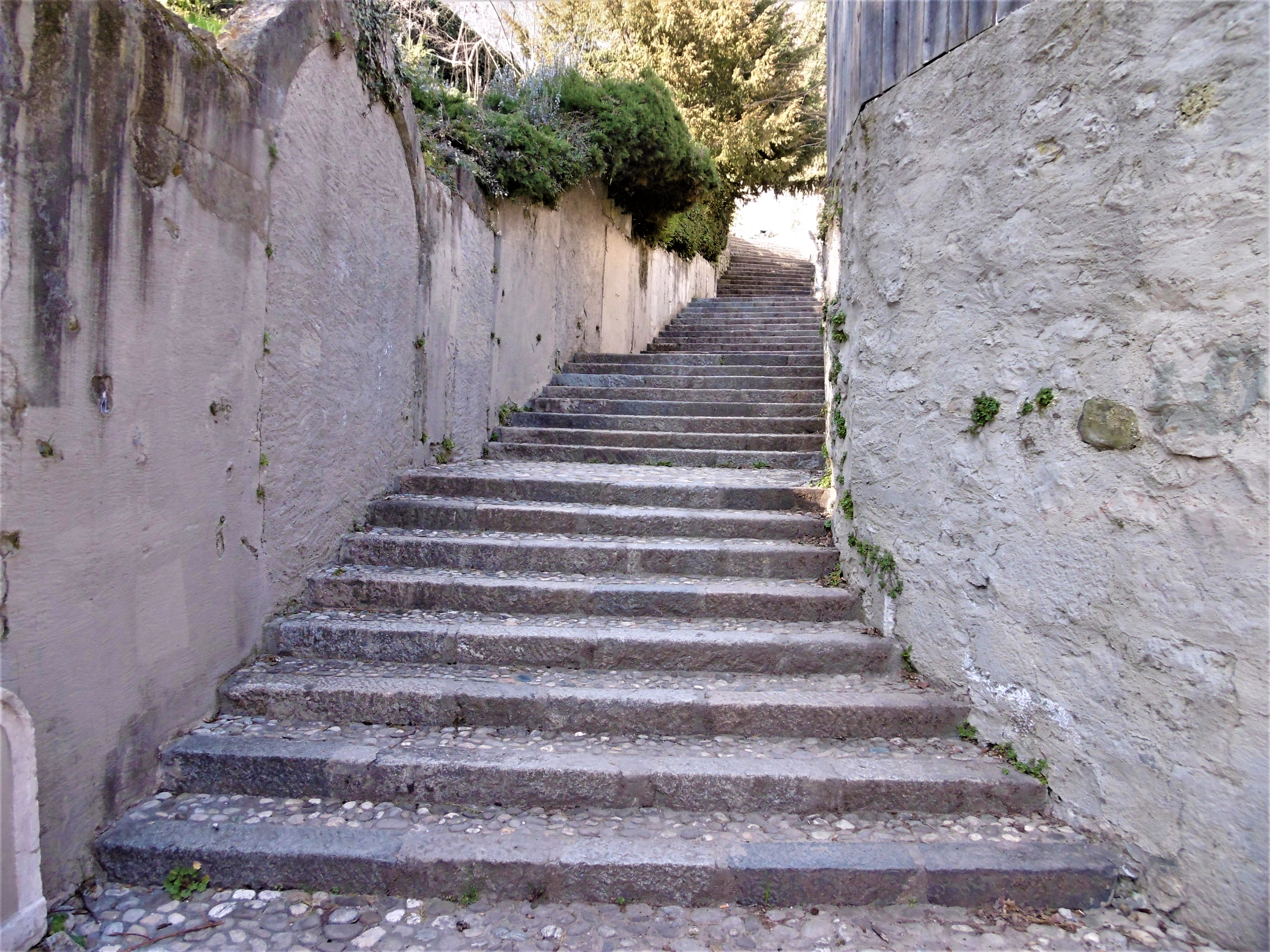
Montée de Cularo
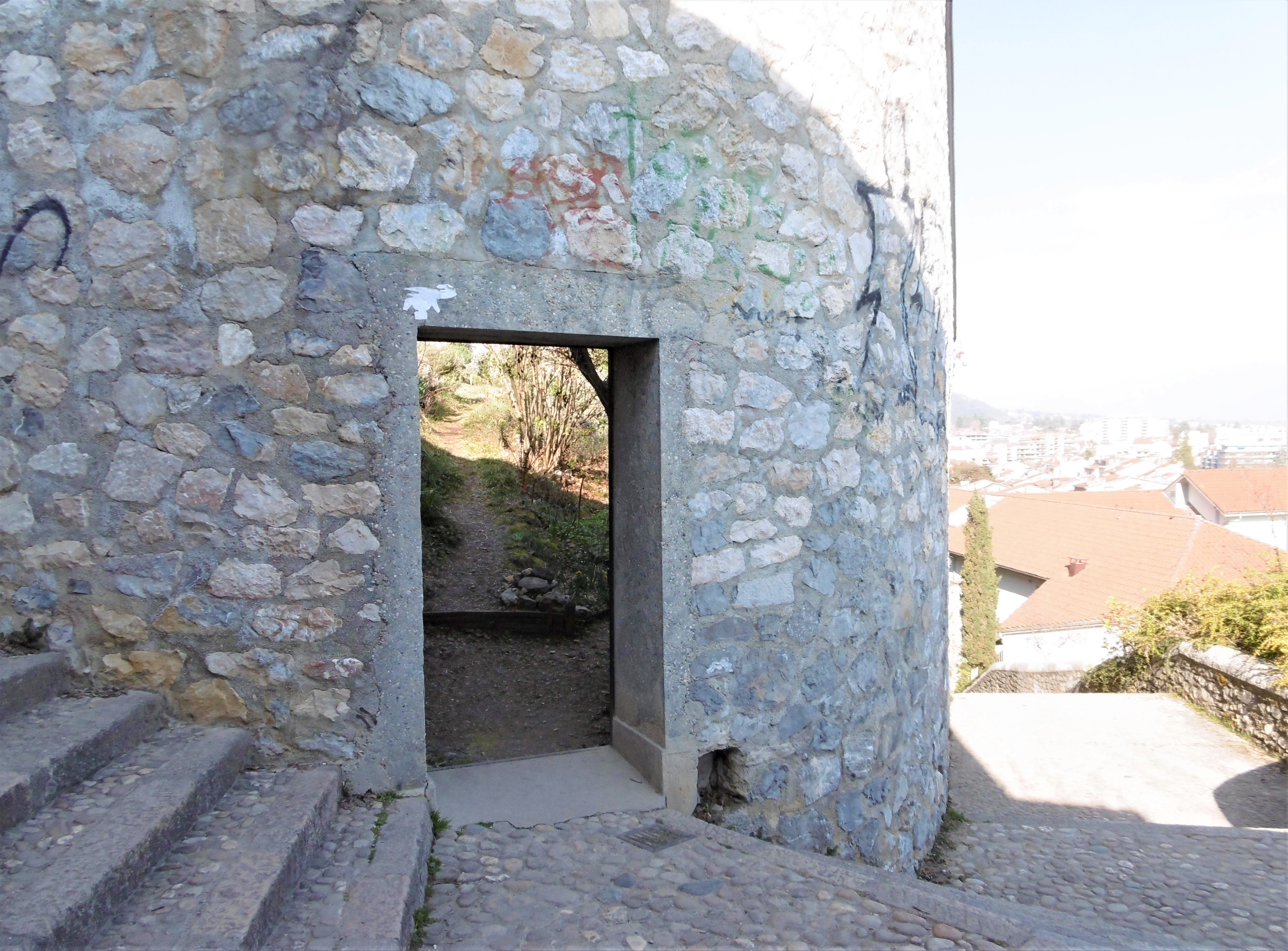
Montée de Cularo et Jardin des Cairns
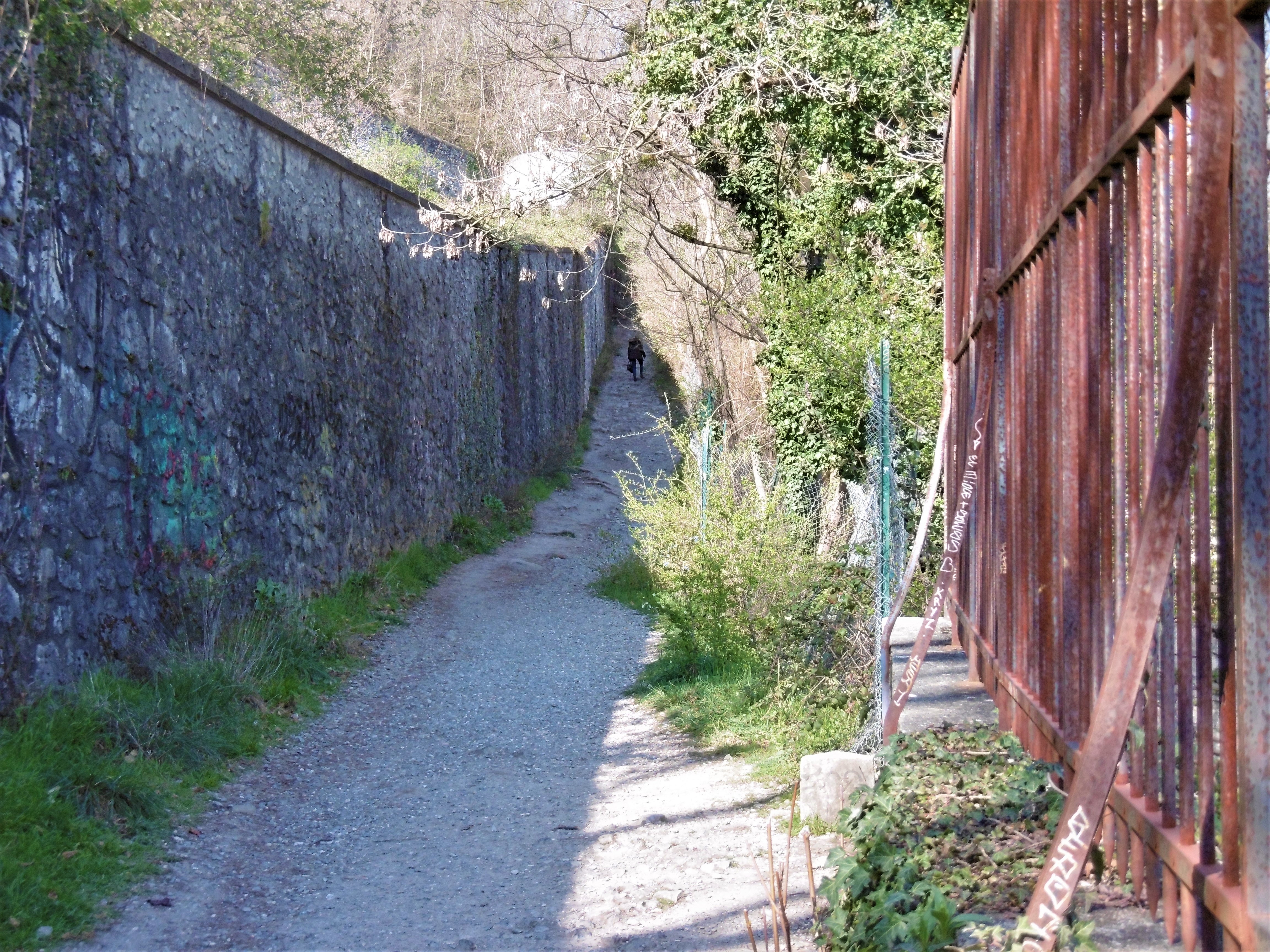
Montée de Lomme